# Rybniki (rejon tarnopolski)
Rybniki (ukr. Рибники) – wieś na Ukrainie w rejonie tarnopolskim (do 2020 w brzeżańskim) należącym do obwodu tarnopolskiego. 
W II Rzeczypospolitej wieś w powiecie brzeżańskim województwa tarnopolskiego. W latach 1939–1944 nacjonaliści ukraińscy z OUN-UPA zamordowali tutaj 11 Polaków.
W czasie okupacji niemieckiej ukraińska mieszkanka wsi Olha Romaniszyna udzielała schronienia Żydowi Arie Lindenbaumowi. W 2000 roku Instytut Jad Waszem uhonorował ją za to pośmiertnie tytułem Sprawiedliwej wśród Narodów Świata.
Znajduje tu się przystanek kolejowy Rybniki, położony na linii Tarnopol – Stryj.